# 薩蘭丘基
49°21′6″N 24°59′15″E / 49.35167°N 24.98750°E
薩蘭丘基（羅馬化：Saranchuky）是位於烏克蘭西南部的村莊，由特諾皮爾州特諾皮爾區的薩蘭丘基市鎮負責管轄，並為該市鎮的行政中心。該村始建於1399年，面積1.94平方公里，海拔高度262米，2014年人口785，人口密度每平方公里491人。